# Annie Barbazza
Annie Barbazza, pseudonimo di Anna Barbazza (Milano, 15 giugno 1993), è una cantante e polistrumentista italiana naturalizzata britannica.

## Biografia
Annie Barbazza nasce a Milano ma passa la sua vita a Piacenza, dove studia pianoforte presso il Conservatorio Giuseppe Nicolini. Da adolescente fonda un gruppo con cui inizia a suonare la batteria, proponendo cover di King Crimson, The Who, Pink Floyd. Successivamente passa alla chitarra, ispirata da artisti come Nick Drake e Tim Buckley. Nel 2011 guida gli Annie and the Canniegraphics, recensiti anche da Rockerilla. 
Nel 2012 viene casualmente incontrata da Greg Lake, che la vuole sul palco nel concerto del 28 novembre 2012 presso il Teatro Municipale, di Piacenza, insieme a Bernardo Lanzetti, e ad Aldo Tagliapietra. Lo spettacolo viene registrato e diverrà l'album Live in Piacenza.

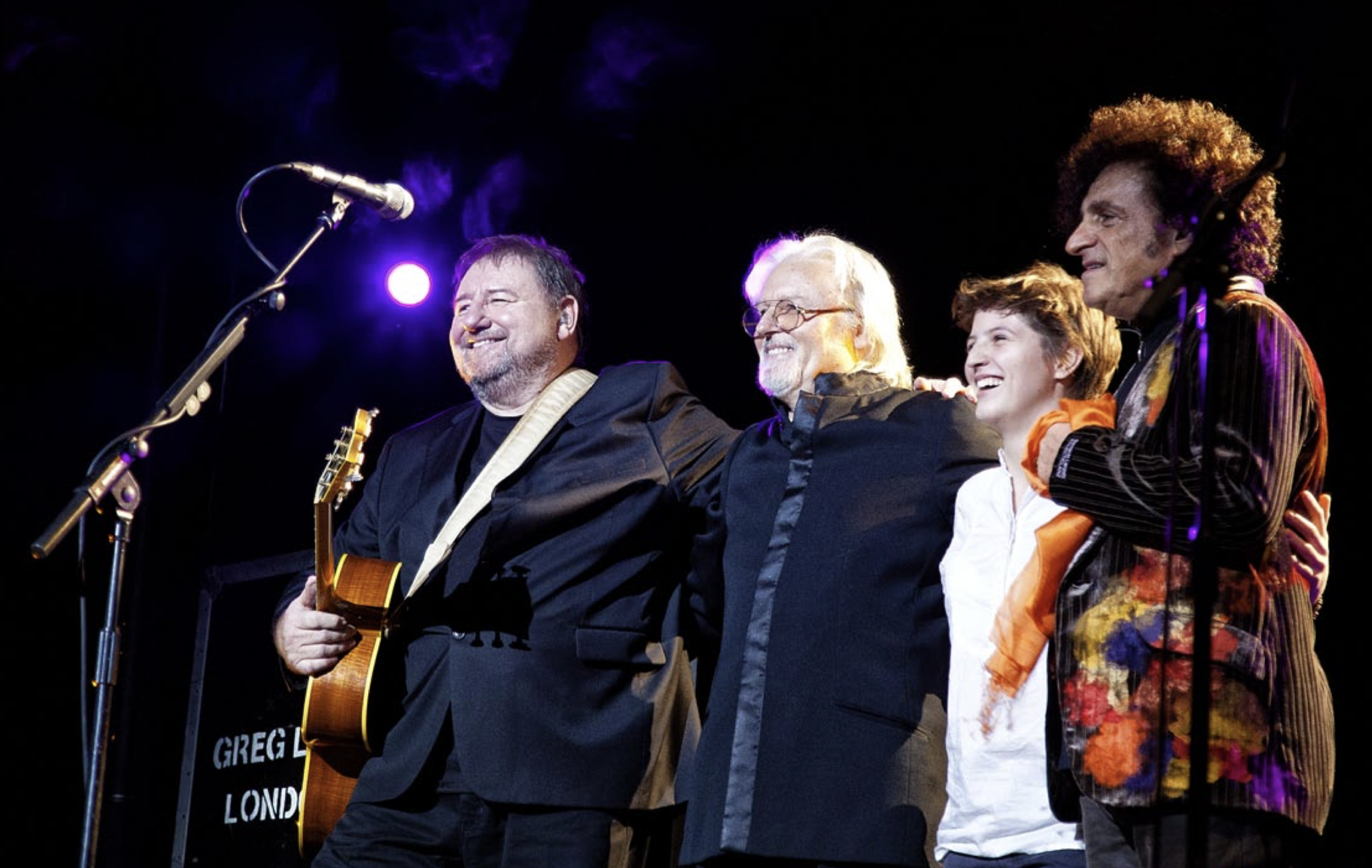
Greg Lake, Aldo Tagliapietra, Annie Barbazza and Bernardo Lanzetti on stage in Piacenza

Dopo questo evento, sempre Greg Lake le affidò la voce solista per il progetto Moonchild (che originariamente la vedeva come seconda voce). Il progetto, interrotto sul nascere dalla malattia di Lake che gli impedì di cantare in prima persona, aveva l'obiettivo di proporre un riarrangiamento in chiave contemporanea, minimale, delle canzoni dei King Crimson e degli Emerson, Lake & Palmer a opera del pianista e compositore Max Repetti. Il disco uscì per l'etichetta di Greg Lake, la Manticore, prodotto da Lake stesso e da Max Marchini. Annie racconta di come Lake l'abbia aiutata a perfezionale le sue tecniche vocali negli ultimi anni. L'album viene recensito da siti internazionali.

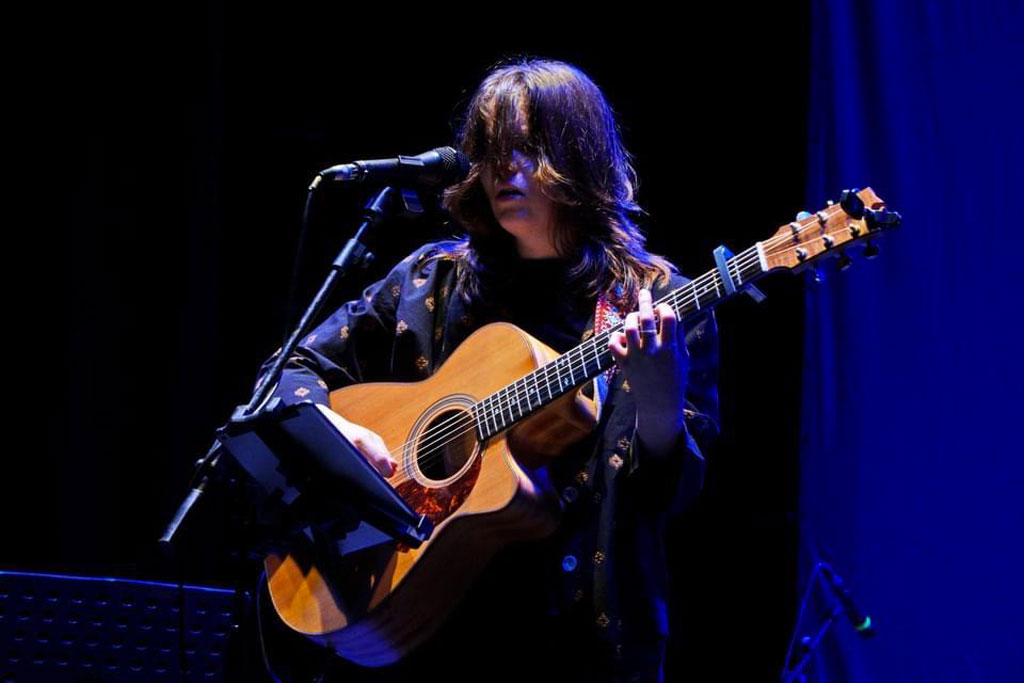
on stage in Lamezia Terme

Per perfezionare la sua arte interpretativa e la tecnica vocale, Lake stesso le consiglia di approntare uno spettacolo in duo, dal titolo Annie's Playlist, nel quale la Barbazza si cimenta in cover di artisti celebri che hanno contribuito alla sua formazione, dai Pink Floyd ai Beatles, dai Tuxedomoon a Brian Eno e perfino i Residents che vengono riassunti in alcune medley. Da questa esperienza scaturiscono due album live, pubblicati in tiratura limitata. Dopo essersi conosciuti sul palco di Greg Lake, Annie Barbazza sarà invitata da Bernardo Lanzetti a partecipare al Vox 40, spettacolo registrato il 13 maggio del 2013 a Parma di cui usciranno un DVD e un CD. Anche Aldo Tagliapietra delle Orme la inviterà sul palco, così come gli Osanna con cui si esibisce più volte. Partecipa al progetto con cui Giorgio "Fico" Piazza ripropone i primi due album della Premiata Forneria Marconi da lui co-fondata, prendendo parte come voce solista in due brani all'album Autumn Shades.
Divide il palco diverse volte con Eugenio Finardi: con il cantautore milanese canta un tributo al suo mentore Greg Lake, scomparso solo pochi giorni prima, proprio in quel Teatro Municipale a Piacenza che aveva calcato con Lake e che aveva dato inizio alla sua carriera.

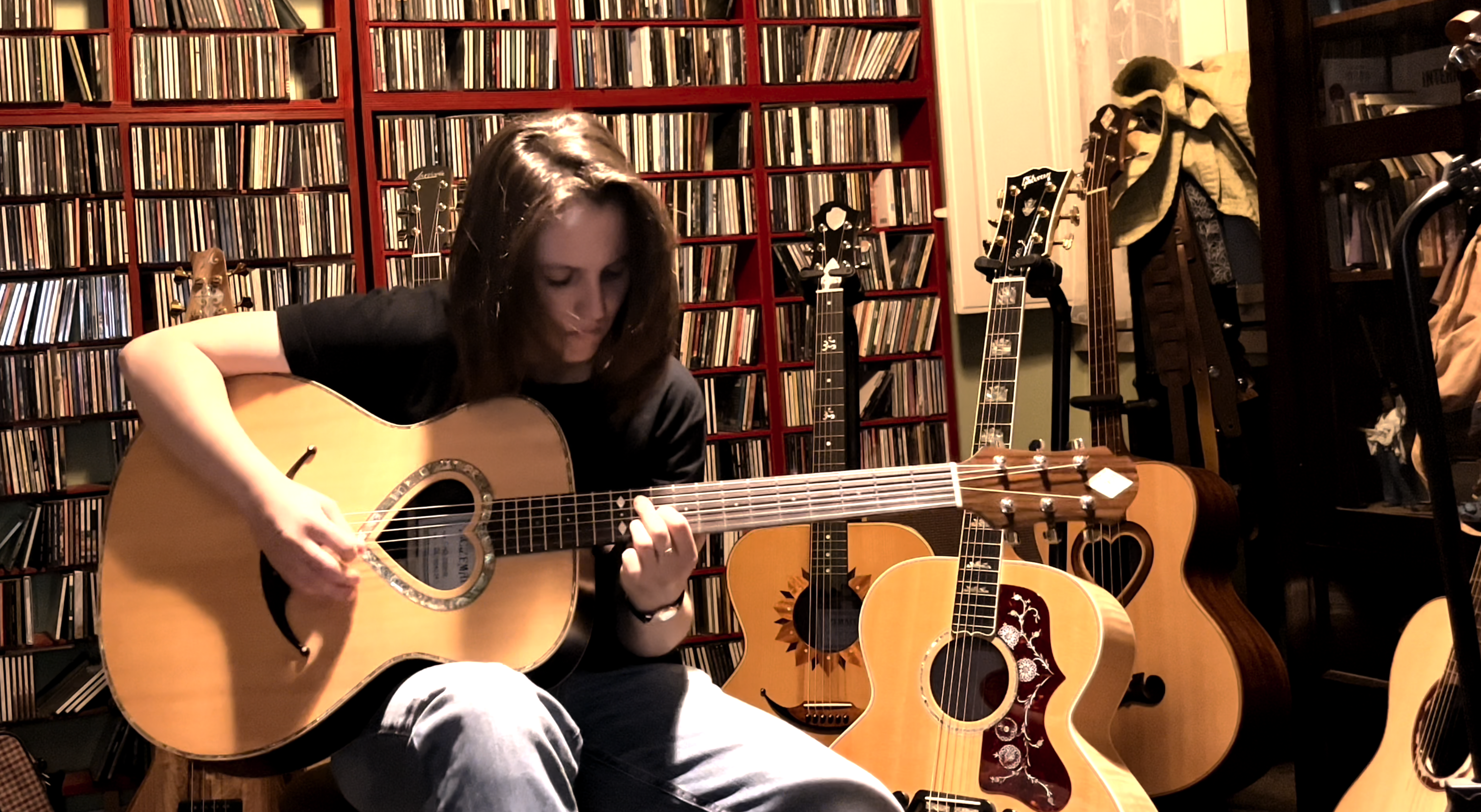
Annie Barbazza with her Zemaitis acoustic guitar at Big Muff Studio

Suona in diverse occasioni anche con i musicisti inglesi Robyn Hitchcock e Paul Roland. Anche con quest'ultimo stringe una forte amicizia che la porta a entrare nella sua band come bassista e seconda voce e a partecipare (non solo come cantante ma anche come batterista) a diversi suoi album. I due si sono esibiti live anche come duo acustico. Apre i concerti di diversi artisti, da Peter Hammill agli Strawbs.
Il 9 gennaio 2016 il Conservatorio Nicolini di Piacenza conferisce il primo "Honorary Degree" della storia dei conservatori italiani a Greg Lake. In quella occasione Anna si esibisce con Max Repetti e con Lake stesso in collegamento Skype, dando un'anticipazione del progetto Moonchild che sarebbe uscito postumo.  Si esibisce dal vivo con l'ex chitarrista degli Area Paolo Tofani in alcune occasioni. Proprio gli Area la invitano per il loro concerto di addio tenutosi a Piacenza. Con loro canta e suona "Gioia e Rivoluzione".
Inizia a collaborare con il musicista gallese John Greaves, esibendosi con lui in duo in diverse occasioni, debuttando al Fasano Jazz festival, poi a Lione (Rock In Opposition), Parigi La Gare Du Jazz, Londra Café Oto e nel festival Musiche Nuove a Piacenza, tra gli altri. Sarà ospite anche nell'album Life Size uscito per la Manticore Records. L'ex Henry Cow Greaves la vuole come voce solista del progetto FOLLY BOLOLEY della North Sea Radio Orchestra con la quale si esibirà dal vivo e inciderà un album per l'etichetta d'avanguardia Dark Companion. Il disco la fa conoscere nella scena avant/prog internazionale e viene recensito ed elencato tra i migliori album dell'anno da Wire e Mojo. Folly Bololey viene rappresentato più volte in Europa e in Inghilterra. Al Café Oto si unisce anche Fred Frith.

Dopo una lunga gestazione, nel 2020 esce il suo primo album solista, Vive, sempre per la Dark Companion. La rivista inglese Prog Magazine le dedica un servizio speciale, e l'album viene recensito con giudizi positivi da vari critici musicali, fra cui Riccardo Bertoncelli, Gino Dal Soler e Federico Guglielmi.. Partecipa anche alle registrazioni dell'album di esordio degli Ambigram, gruppo hard prog del suo produttore Max Marchini. Ernesto Assante su Repubblica la definisce "La più famosa delle cantanti italiane sconosciute". L'album Vive annovera fra gli ospiti Greg Lake, Daniel Lanois, Paul Roland, Fred Frith, Olivier Mellano, Paolo Tofani, Lino Capra Vaccina, Michael Tanner e John Greaves, che scrive per lei un brano su testi di Algernon Swinburne. Anche Roland scrive un brano apposta per Annie. Tutte le altre canzoni sono scritte dalla Barbazza, musica e testi. L'album esce per l'etichetta di Max Marchini Dark Companion, che produce l'album. Da qualche anno Annie Barbazza vive a Torino e il quotidiano La Stampa le dedica una pagina sia sul web sia sul giornale cartaceo. Nel dicembre del 2020 apre la diretta streaming di Eugenio Finardi al Teatro Manzoni di Monza, esibendosi inoltre in tre brani insieme al cantautore milanese. Nel gennaio del 2021 si esibisce in una diretta streaming dagli studi Elfo, suonando da sola. Il 18 novembre del 2022 partecipa alla reunion della celebre band britannica Henry Cow nel concerto Henry Now. In occasione del Natale 2022 pubblica il singolo "I Believe in Father Christmas", cover dell'omonimo brano scritto da Greg Lake con Pete Sinfield riarrangiato in chiave celtica con un cameo di Jemaur Tayle degli Shelleyan Orphan. Il 5 agosto 2023 si esibisce a Piacenza per il Festival "Musiche Nuove a Piacenza" con il debutto della nuova band di John Greaves chiamata "John Greaves & Friends", che la vede al pianoforte e alla voce solista insieme a Greaves (voce e basso elettrico), Jakko Jakszyk e Mel Collins dei King Crimson, rispettivamente alla chitarra e voce e ai sax e flauti, Laurent Valero proveniente dalla North Sea Radio Orchestra e il batterista francese Régïs Boulard.
Il 31 agosto 2023 esce l'album "Earthly Powers" prodotto da Max Marchini per la Dark Companion Records a nome di Barbazza e Greaves, registrato in diverse tappe del loro tour  e che riceve ottime critiche.. Nell'estate del 2023 viene invitata dal jazzista Michael Mantler a far parte del suo New Songs Ensemble con il quale debutta in un concerto sold out a Vienna il 26 settembre 2023 al Porgy & Bess. il 31 maggio 2024 esce per la Dark Companion il terzo volume della serie "Annie's Playlist" che raccoglie concerti tenuti in streaming durante il lockdown. Sempre nel 2024, assieme al compagno d'etichetta Lino Capra Vaccina, si è esibita come membro dell'ensemble post-rock americano The Boxhead Ensemble . Il 30 giugno 2024 tiene con la John Greaves Band un concerto a Umbertide dedicato a Robert Wyatt.  Il 31 agosto del 2024 partecipa con Michael Mantler alla presentazione del nuovo album "Sempre Notte" a Vienna.
.

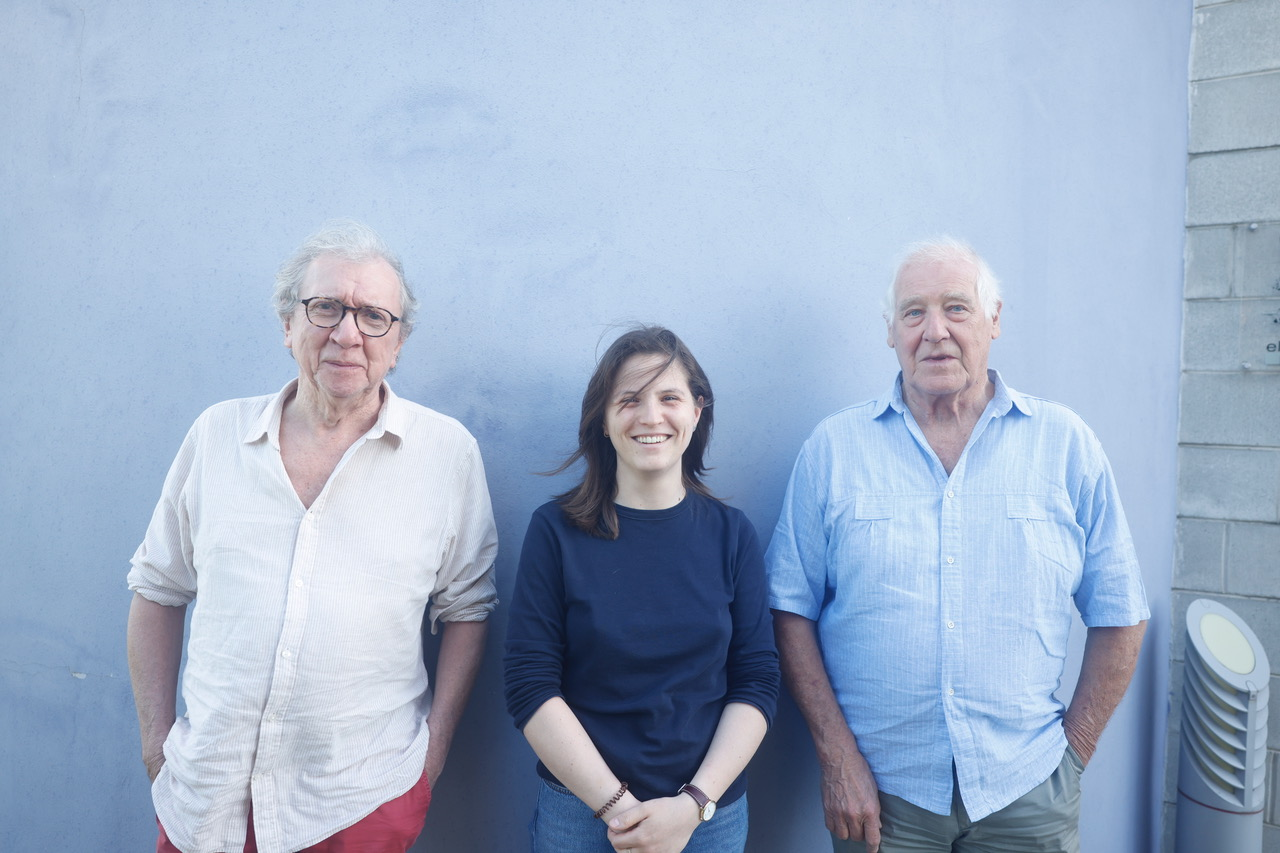
John Greaves, Annie Barbazza and Michael Mantler at Elfo Studios

Nel 2024 la John Greaves Band tiene diversi concerti in Italia, tra i quali presso il festival Genius Loci nella cornice del chiostro di Santa Croce a Firenze.. La formazione prevede anche la trombonista Annie Whitehead.
Nel gennaio del 2025 partecipa come voce solista del New Songs Ensemble di Michael Mantler in alcune date italiane in prestigiose sale quali l'Accademia Chigiana di Siena, Il Conservatorio Giuseppe Nicolini di Piacenza e l'Università La Sapienza a Roma..

il 24 gennaio del 2025 esce per la Unifaun Productions l'album di esordio della nuova band formata da Jem Tayle degli Shelleyan Orphan e Boris Williams dei The Cure: Vamberator. L'album che si in titola The Age Of Loneliness vede la collaborazione di Barbazza in due brani. ..
Nell'estate del 2025 esce il primo live ufficiale del cantautore britannico Paul Roland, "Live At Raindogs House" che vede Annie alla voce e al basso nonchè alla direzione musicale, accolto molto favorevolmente dalla critica..
Sempre nell'estate del 2025, esce per l'etichetta di avanguardia Dark Companion l'album "La fille du Soleil", del compositore e virtuoso del santur persiano Alireza Mortazavi che vede la Barbazza co-compositrice e ospite in tre brani.

## Discografia
- 2015 – Annie's Playlist (CD, Unifaun Productions)
- 2017 – Annie's Playlist 2 (CD, Unifaun Productions)
- 2018 – Moonchild[35] (CD/LP, Manticore Records)
- 2019 – Folly Bololey (Songs From Robert Wyatt's Rock Bottom)[36] (CD/LP, Dark Companion Records)
- 2020 – Vive (CD/LP,Dark Companion Records)
- 2022 – I Believe in Father Christmas (CD-R, Single Unifaun Productions)
- 2023 – Earthly Powers[37] (CD, Dark Companion Records)
- 2024 – Annie's Playlist 3 - the streaming concerts (CD, Dark Companion Records)

### Principali collaborazioni

#### Con Paul Roland
- 2015 – White Zombie (CD, Unifaun Productions)
- 2019 – 1313 Mocking Bird Lane (CD, Unifaun Productions)
- 2020 – Lair Of The White Worm (CD/LP, Unifaun Productions)
- 2023 – Wyrd Tales Of An Antiquary (CD, Unifaun Productions)
- 2025 – Live at Raindogs House (CD, Unifaun Productions)

#### Con John Greaves
- 2015 – Piacenza (CD, Dark Companion Records)
- 2018 – Life Size (CD/LP, Manticore Records)

#### Con Greg Lake
- 2017 – Live in Piacenza (CD/DVD/LP, Manticore Records)

#### Con Michael Mantler's New Songs Ensemble
- 2024 – Sempre notte (CD, Dark Companion Records)

#### Con Giorgio "Fico" Piazza
- 2019 – Autumn Shades (CD, Ma.Ra.Cash Records)

#### Con Bernardo Lanzetti
- 2013 – Forty Years Of Voice Impossible - Vox 40 Live (CD/DVD, Ma.Ra.Cash Records)

#### Con Alireza Mortazavi
- 2025 – La fille du Soleil (CD, Dark Companion Records)

#### Con Warm Morning Brothers
- 2016 – A Bunch Of Weeds (CD, Other Eyes Records)

#### Con Ambigram
- 2021 – Ambigram (CD, Ma.Ra.Cash Records)

#### Con Tempus Fugit e Lino Capra Vaccina
- 2021 – Tarkus Revisited (CD, Ma.Ra.Cash Records)

#### Con Syndone
- 2021 – Kamasutra (CD/LP, Ma.Ra.Cash Records)

#### Con Vamberator
- 2025 – Age Of Loneliness (CD/LP Unifaun Productions)